# Morti nel 1989/Ottobre
| Questa pagina contiene informazioni ricavate automaticamente dalle voci biografiche con l'ausilio del template Bio e di un bot. L'aggiornamento è periodico e automatico e ricostruisce completamente la pagina. Se manca una persona in questa lista, sei pregato di non aggiungerla, ma accertati piuttosto che la sua voce biografica contenga il template Bio e che i dati anagrafici siano correttamente compilati. Se il template Bio manca, inseriscilo tu stesso o, in alternativa, metti l'avviso {{tmp\|Bio}} che ne segnala la mancanza. Se i dati riportati sono sbagliati, correggi direttamente la voce biografica; le modifiche saranno visibili in questa lista entro pochi giorni. Per chiarimenti vedi il progetto biografie. La lista contiene solo le 109 persone che sono citate nell'enciclopedia e per le quali è stato implementato correttamente il template Bio. Pagina aggiornata al 3 mar 2024. |

- 1º ottobre - Carlo Dapporto, attore italiano (n. 1911)
- 1º ottobre - Frank Sachse, cestista statunitense (n. 1917)
- 2 ottobre - Paola Barbara, attrice italiana (n. 1912)
- 2 ottobre - Vittorio Caprioli, attore, regista e sceneggiatore italiano (n. 1921)
- 2 ottobre - Adolfo Chiti, allenatore di calcio e calciatore italiano (n. 1905)
- 2 ottobre - Albert Friscia, disegnatore, pittore e scultore statunitense (n. 1911)
- 2 ottobre - Giovanbattista Tedesco, carabiniere italiano (n. 1949)
- 3 ottobre - James Bickford, bobbista statunitense (n. 1912)
- 3 ottobre - Andrée Lafayette, attrice francese (n. 1903)
- 3 ottobre - Marco Lusini, artista italiano (n. 1936)
- 4 ottobre - Graham Chapman, comico, attore e scrittore britannico (n. 1941)
- 4 ottobre - Gessy, calciatore brasiliano (n. 1935)
- 4 ottobre - Noël-Noël, attore francese (n. 1897)
- 5 ottobre - Ernesto Formenti, pugile italiano (n. 1927)
- 6 ottobre - Bette Davis, attrice statunitense (n. 1908)
- 6 ottobre - Jacques Doniol-Valcroze, attore, regista e sceneggiatore francese (n. 1920)
- 6 ottobre - František Faltus, ingegnere ceco (n. 1901)
- 6 ottobre - Paul Henry, calciatore belga (n. 1912)
- 6 ottobre - Lorenz Huber, calciatore tedesco (n. 1906)
- 6 ottobre - Robert Poulet, giornalista, critico letterario e scrittore belga (n. 1893)
- 7 ottobre - Ėduard Nikandrovič Bočarov, regista sovietico (n. 1931)
- 7 ottobre - Heinrich Kuen, linguista austriaco (n. 1899)
- 7 ottobre - Aleksanteri Saarvala, ginnasta finlandese (n. 1913)
- 7 ottobre - Luigi Tartari, politico italiano (n. 1924)
- 8 ottobre - Óscar Moglia, cestista uruguaiano (n. 1935)
- 9 ottobre - Ernst Andersson, allenatore di calcio e calciatore svedese (n. 1909)
- 9 ottobre - Piero Bartezzaghi, enigmista italiano (n. 1933)
- 9 ottobre - Sven Israelsson, combinatista nordico svedese (n. 1920)
- 9 ottobre - Nikolaj Ivanovič Lebedev, regista cinematografico sovietico (n. 1897)
- 9 ottobre - Silvio Parodi Ramos, calciatore e allenatore di calcio paraguaiano (n. 1931)
- 9 ottobre - Carlos Piernavieja, cestista, pallamanista e nuotatore spagnolo (n. 1918)
- 10 ottobre - Giovanni Cassandro, giurista e politico italiano (n. 1913)
- 10 ottobre - Alberto Viani, scultore italiano (n. 1906)
- 11 ottobre - Marion King Hubbert, geofisico statunitense (n. 1903)
- 11 ottobre - Carlo Marangon, musicista, compositore e cantautore italiano (n. 1945)
- 11 ottobre - Lorenzo Quaglietti, critico cinematografico e saggista italiano (n. 1922)
- 11 ottobre - Paul Shenar, attore, regista teatrale e insegnante statunitense (n. 1936)
- 12 ottobre - Rolando Bacigalupo, cestista peruviano (n. 1914)
- 12 ottobre - Carmen Cavallaro, pianista statunitense (n. 1913)
- 12 ottobre - François Luambo Makiadi, chitarrista, cantante e compositore della Repubblica Democratica del Congo (n. 1938)
- 13 ottobre - Fred Agabashian, pilota automobilistico statunitense (n. 1913)
- 13 ottobre - Václav Brabec, calciatore cecoslovacco (n. 1906)
- 13 ottobre - Federico Coullaut-Valera, scultore spagnolo (n. 1912)
- 13 ottobre - Lorenzo Menichino, politico italiano (n. 1923)
- 13 ottobre - Giuseppe Palmieri, cestista, allenatore di pallacanestro e altista italiano (n. 1902)
- 13 ottobre - Günther Ungeheuer, attore e doppiatore tedesco (n. 1925)
- 13 ottobre - Herbert Wildman, pallanuotista statunitense (n. 1912)
- 13 ottobre - Cesare Zavattini, sceneggiatore, giornalista e commediografo italiano (n. 1902)
- 14 ottobre - Martin Broszat, storico tedesco (n. 1926)
- 14 ottobre - Michael Carmine, attore statunitense (n. 1959)
- 14 ottobre - Lucy Doraine, attrice e produttrice cinematografica ungherese (n. 1898)
- 14 ottobre - Klavdija Majučaja, giavellottista sovietica (n. 1918)
- 14 ottobre - Carlo Mussa Ivaldi Vercelli, fisico, politico e partigiano italiano (n. 1913)
- 14 ottobre - René Petit, calciatore e ingegnere francese (n. 1899)
- 15 ottobre - James Lee Barrett, sceneggiatore e paroliere statunitense (n. 1929)
- 15 ottobre - Giuseppe Gandini, calciatore italiano (n. 1900)
- 15 ottobre - Danilo Kiš, scrittore jugoslavo (n. 1935)
- 15 ottobre - Anatolij Lutikov, scacchista sovietico (n. 1933)
- 15 ottobre - Scott O'Dell, scrittore statunitense (n. 1898)
- 15 ottobre - Michał Rola-Żymierski, generale e politico polacco (n. 1890)
- 15 ottobre - Eugenia di Grecia, principessa greca (n. 1910)
- 16 ottobre - Andy Black, calciatore scozzese (n. 1917)
- 16 ottobre - Giovanni Dall'Orto, politico italiano (n. 1900)
- 16 ottobre - Cornel Wilde, attore e regista ungherese (n. 1912)
- 16 ottobre - Loris Zanchi, attore italiano (n. 1916)
- 17 ottobre - Eugenio Battisti, critico d'arte, storico dell'arte e storico dell'architettura italiano (n. 1924)
- 17 ottobre - Walther Jørgensen, compositore di scacchi danese (n. 1916)
- 17 ottobre - Mark Krejn, matematico sovietico (n. 1907)
- 17 ottobre - Pasquale Testini, archeologo italiano (n. 1924)
- 18 ottobre - Mirko Bonačić, calciatore jugoslavo (n. 1903)
- 18 ottobre - Adelaide Lawrence, attrice statunitense (n. 1905)
- 18 ottobre - Stan Miasek, cestista statunitense (n. 1923)
- 18 ottobre - Renato Valente, attore italiano (n. 1924)
- 18 ottobre - Giorgina di Wilczek, nobile (n. 1921)
- 19 ottobre - Alfred Zulkowski, calciatore tedesco orientale (n. 1940)
- 20 ottobre - Angelo Platania, fumettista italiano (n. 1919)
- 20 ottobre - Anthony Quayle, attore britannico (n. 1913)
- 21 ottobre - Werner Baßler, calciatore tedesco (n. 1921)
- 21 ottobre - Vittorio Cascetta, politico italiano (n. 1928)
- 21 ottobre - Jean Image, regista e animatore ungherese (n. 1910)
- 21 ottobre - Cencio Mantovani, ciclista su strada e pistard italiano (n. 1941)
- 21 ottobre - Luigi Valsecchi, allenatore di calcio e calciatore italiano (n. 1921)
- 22 ottobre - Ewan MacColl, cantautore, attivista e drammaturgo britannico (n. 1915)
- 22 ottobre - Mark Mimran, cestista israeliano (n. 1930)
- 22 ottobre - Roland Winters, attore statunitense (n. 1904)
- 23 ottobre - Paride Pedretti, calciatore italiano (n. 1905)
- 24 ottobre - Jerzy Kukuczka, alpinista polacco (n. 1948)
- 25 ottobre - Enrico Forcella Pelliccioni, tiratore a segno venezuelano (n. 1907)
- 25 ottobre - Mary McCarthy, scrittrice statunitense (n. 1912)
- 25 ottobre - Gerard Walschap, scrittore belga (n. 1898)
- 26 ottobre - Charles J. Pedersen, chimico statunitense (n. 1904)
- 26 ottobre - Anders Rydberg, calciatore svedese (n. 1903)
- 26 ottobre - Radoslav Sís, cestista e allenatore di pallacanestro cecoslovacco (n. 1928)
- 27 ottobre - Laurent Di Lorto, calciatore francese (n. 1909)
- 27 ottobre - Benjamin Murmelstein, rabbino austriaco (n. 1905)
- 28 ottobre - Kateb Yacine, scrittore, drammaturgo e poeta algerino (n. 1929)
- 28 ottobre - Marco Paggi, anglista, traduttore e critico letterario italiano (n. 1944)
- 29 ottobre - Roland Anderson, scenografo statunitense (n. 1903)
- 29 ottobre - Gerhard Bremer, militare tedesco (n. 1917)
- 29 ottobre - Bruno Cortini, regista e sceneggiatore italiano (n. 1943)
- 29 ottobre - Giuseppe Montalbano, politico e giurista italiano (n. 1895)
- 29 ottobre - Julija Ippolitovna Solnceva, regista e attrice sovietica (n. 1901)
- 30 ottobre - Doug Legg, cestista britannico (n. 1914)
- 30 ottobre - Aristid Lindenmayer, biologo ungherese (n. 1925)
- 30 ottobre - Raymond Offner, cestista francese (n. 1927)
- 30 ottobre - Pedro Vargas, tenore e attore messicano (n. 1906)
- 31 ottobre - Raymond Durand, calciatore francese (n. 1908)
- 31 ottobre - Francesc Miró-Sans, imprenditore e dirigente sportivo spagnolo (n. 1918)
- 31 ottobre - Beppe Niccolai, politico italiano (n. 1920)